# Pestrokřídlec podražcový
Pestrokřídlec podražcový (Zerynthia polyxena) je druh denního motýla z čeledi otakárkovití. V Česku je chráněný dle vyhlášky 395/1992 Sb. jako kriticky ohrožený druh.

## Popis

### Dospělec
Je to středně velký denní motýl. Rozpětí křídel je od 46 do 55 mm. Hlava je malá, okrouhlá, obvykle černě zbarvená. Tykadla jsou krátká, dosahují méně než poloviny délky předního okraje předního křídla. Hruď je černá, žluto-hnědě ochlupená, s úzkým červeným krčním lemem. Motýl má tři páry plnohodnotných nohou sloužících k chůzi. Křídla jsou pestrobarevná, základní barva je žlutá nebo až okrově žlutá s početnými tmavými kresbami. Na vnějším okraji všech křídel je typická vlnovitá kresba. Na lemu zadních křídel je v průběhu této kresby ještě řada červených a modrých skvrnek. Žilnatina křídel je zbarvená černě. Samičky jsou obvykle jen trochu tmavěji zbarvené a jsou o něco větší. Zadeček je zbarvený černě a hnědo-žlutě ochlupený. Na boční straně zadečku jsou červené skvrny, které vytvářejí kresbu různého tvaru.

### Kukla
Kukla je k podkladu přichycena svým koncem a navíc je ještě připásána vláknem u základů křídel. Je štíhlá a dlouhá asi 23–26 mm. Barvu má béžovou a na bocích má řadu průduchů, kde je zbarvená černě.

### Housenka
Housenka dorůstá asi 30–35 mm. Dospělá housenka má na bocích 6 řad červenohnědých až oranžovo-růžových, na konci černě zbarvených, výrůstků.

### Vajíčko
Vajíčka jsou okrouhlého tvaru. Po nakladení jsou bílá, později jsou žlutavá a před vylíhnutím housenky se zbarvují do černa. Povrch vajíček je hladký a lesklý.

## Vývoj a chování
Pestrokřídlec podražcový má jednu generaci v roce. Dospělce lze u nás vidět od konce dubna do konce května, výjimečně i začátkem června. V jižní Evropě se vyskytuje od konce března do začátku června, s nejvyšším výskytem v prvních dvou třetinách května. Dospělci žijí 2 až 3 týdny. Samečci poletují za teplých dní už brzo ráno a hledají samičky, které by byly vhodné k páření. Samičky létají spíše později dopoledne a po poledni. K páření dochází před polednem. Samička klade vajíčka po oplodnění jednotlivě nebo v malých skupinkách na spodní stranu listů živné rostliny. Z vajíčka se líhne housenka po 8-9 dnech. Housenky se objevují od konce května do konce června, s maximálním výskytem v průběhu června. Housenka se na konci jara, resp. začátkem léta zakuklí. Kukla přečkává zimu do jara, kdy se z ní líhne dospělý motýl.

## Stanoviště
Osídluje řídké, teplé a převážně listnaté lesy, skalnaté stepní oblasti, luční ekosystémy, pole, okraje vinic a zahrad, leso-stepní biotopy, železniční náspy, okraje jezer a řek, bohatě kvetoucí a teplé údolí řek, slunečné křovinaté stráně nebo i extenzivně obhospodařované pozemky. Lze se s ním setkat i na netypických lokalitách: v okolí smetišť nebo v sadech a parcích, pokud roste v okolí jeho živná rostlina, kterou je v našich podmínkách hlavně podražec křovištní (Aristolochia clematitis). Živnou rostlinou mohou být např. i druhy Aristolochia pallida, Aristolochia rotunda, a Aristolochia maurorum. Výskyt je ostrůvkovitého charakteru, v nadmořských výškách do 1 400–1 500 m n. m.

## Rozšíření
V Česku se vyskytuje jen na jižní Moravě. Oblast výskytu druhu zahrnuje pásovitě oblast Evropy od jižní Francie a severní Itálie přes Sicílii, Maďarsko, jižní Slovensko, Slovinsko, Chorvatsko, Srbsko, Rumunsko, Bulharsko, Řecko až do jihozápadní části Ruska. Na tomto relativně velkém areálu rozšíření bylo popsáno přibližně 22 poddruhů.

## Ohrožení a ochrana druhu
Pestrokřídlec podražcový je ohrožený hlavně zánikem vhodných biotopů a také používáním umělých hnojiv a pesticidu v místech jeho výskytu. Nebezpečné je pro něj zarůstání jeho biotopů výsadbou lesa, turistika, znečištění ovzduší, používání insekticidů v zemědělství, spásání stepních biotopů dobytkem, kosení stepních oblastí a v neposlední řadě odchyt motýlů sběrateli ve velkém množství.
Je to vzácný druh našich denních motýlů. Od roku 1965 je na území Československa chráněným druhem. V Česku je chráněný dle vyhlášky 395/1992 Sb. jako kriticky ohrožený druh. Na území Polska se už nevyskytuje. Ve většině států je hodnocený jako druh zranitelný. V Rakousku je taky ohrožený vyhynutím. V Rusku je zařazený do Červené knihy knihy chráněných a ohrožených živočich ve II. kategorii.
Ochrana tohoto druhu spočívá v ochraně vhodných biotopů a v celkové ochraně životního prostředí jako takového. Význam má však i individuální ochrana jedince, vzhledem k jeho areálu rozšíření a obvykle nízké početnosti.

## Galerie

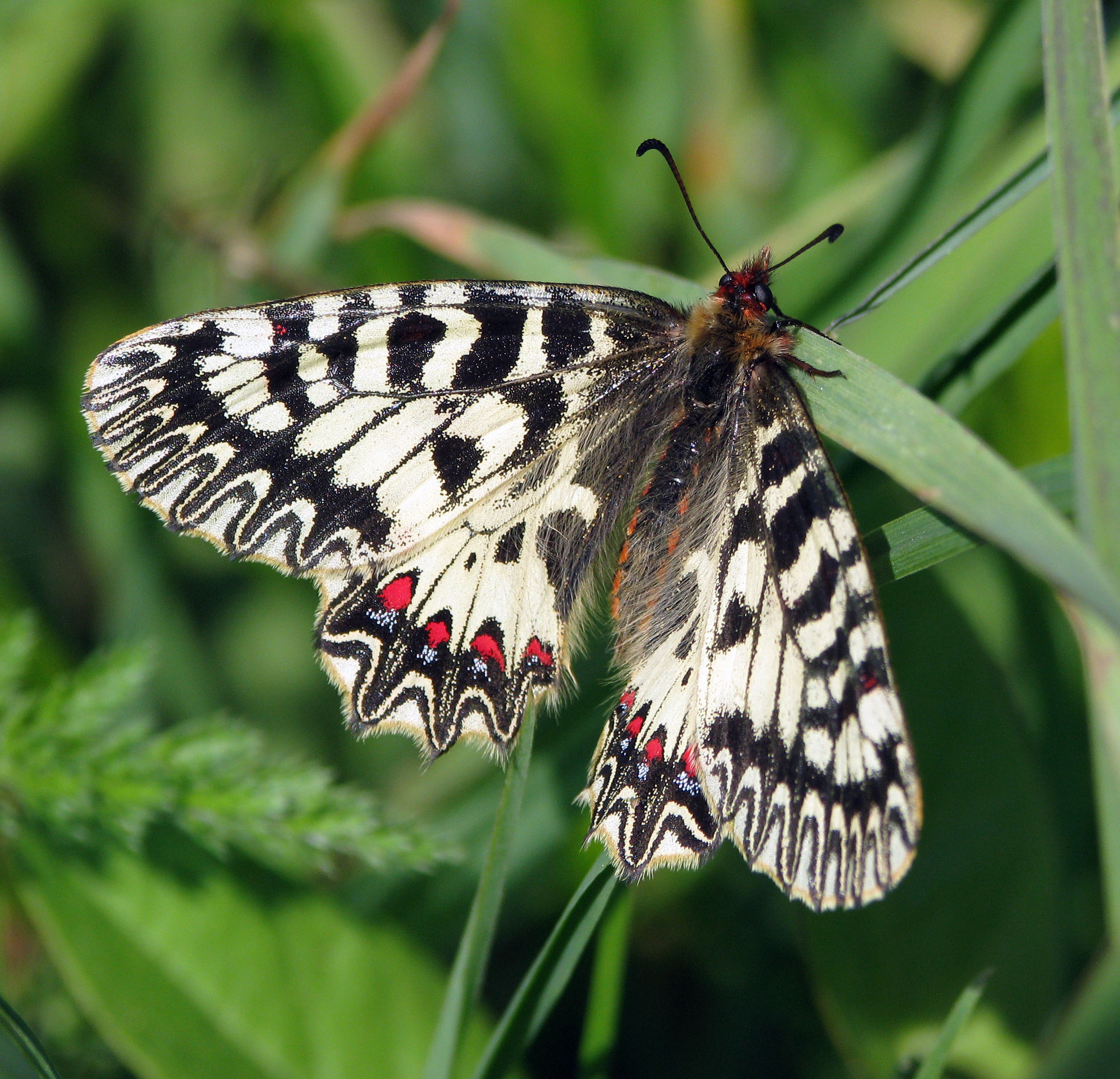
Dospělý jedinec
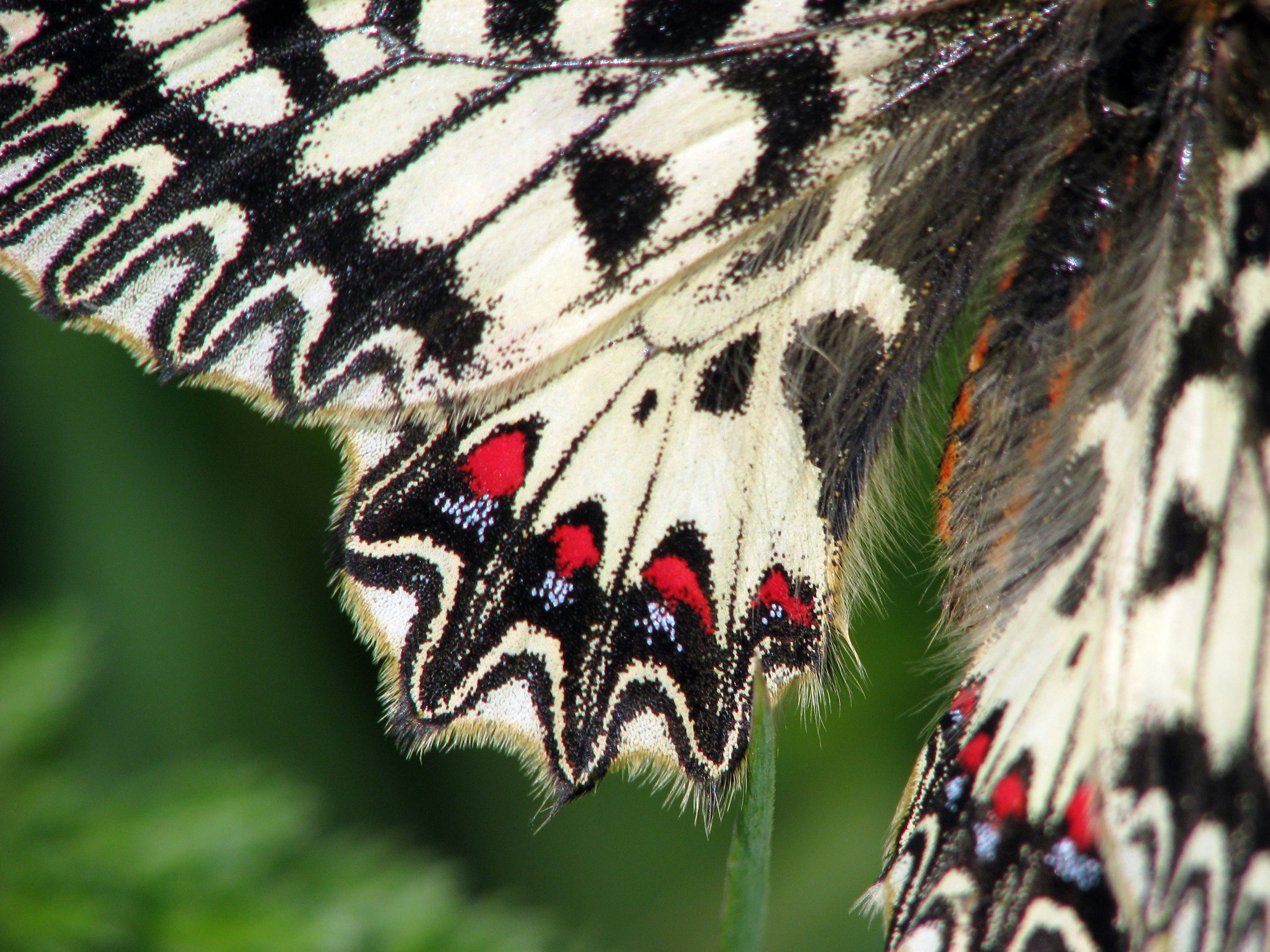
Šupinky na křídlech
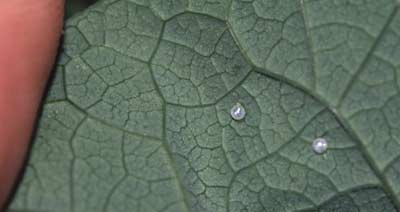
Vajíčka
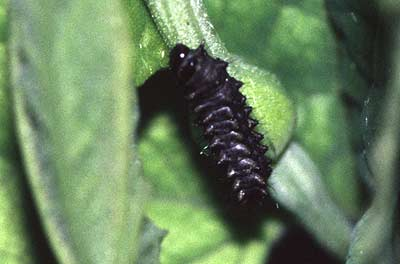
Mladá housenka